# 771
771 је била проста година.

## Догађаји
- Википедија:Непознат датум — Владавина династије Абасида у Багдаду.

- 4. децембар – Краљ Карломан I, најмлађи син Пипина III, умире (од јаког крварења из носа, према једном извору) у вили Самоуси, остављајући свог брата Карла Великог јединим владаром сада поново уједињеног Франачког краљевства. Герберга, удовица Карломана, бежи са своја два сина на двор краља Дезидерија од Лангобарда, у Павији.
- Карло Велики се одриче своје лангобарске супруге Дезидерате, ћерке Дезидерија, након годину дана брака. Жени се тринаестогодишњом швапском девојком Хилдегардом, која ће му родити деветоро деце. Дезидерије, бесан на Карла Великог, планира казнену кампању против Франака и Рима.
- Краљ Офа од Мерсије побеђује Хестинге и припаја њихов мали регион свом подкраљевству Сасекс.
- Как Тилив Чан Јопаат посвећује стелу од 65 тона, највећи камен за који се зна да је вађен у цивилизацији Маја, у свом граду Куиригуа.